# Sam Chedgzoy
Samuel „Sam“ Chedgzoy (* 27. Januar 1889 in Ellesmere Port; † 15. Januar 1967 in Montreal) war ein englischer Fußballspieler. Der achtfache englische Nationalspieler sorgte mit seiner Ausführung eines Eckballs für eine Änderung am Fußball-Regelwerk.

## Karriere

### Laufbahn bei Everton und für England
Chedgzoy spielte auf lokaler Ebene für Burnell's Ironworks bevor er 1910 von Fred Geary entdeckt und zum FC Everton geholt wurde. Er gab am Boxing Day desselben Jahres beim Auswärtsspiel gegen Newcastle United sein Ligadebüt für Everton, schaffte es aber erst beim Meisterschaftsgewinn in der Saison 1914/15 sich in die Stammelf zu spielen, als er zu 30 Einsätzen auf dem rechten Flügel kam und regelmäßig Torvorlagen für Mittelstürmer Bobby Parker kreierte. Durch den Ersten Weltkrieg fand die folgenden vier Jahre kein Spielbetrieb in der Football League statt, erst 1919 setzte die englische Profispielklasse ihren Spielbetrieb fort. Chedgzoy gehörte auch anschließend zu den festen Größen im Team der Toffees und entwickelte sich zu einem der besten Flügelspieler im englischen Fußball. Im März 1920 wurde er 31-jährig im Rahmen der British Home Championship gegen Wales erstmals in die englische Nationalmannschaft berufen und bildete dort, wie auch in vier weiteren Länderspielen, mit Bob Kelly den rechten Flügel. Bis 1924 brachte er es auf insgesamt acht Länderspieleinsätze in den regelmäßigen Vergleichen mit den anderen Home Nations, seine Bilanz von zwei Siegen, drei Unentschieden und drei Niederlagen war dabei aber eher durchwachsen.

Die durch Chedgzoy nötig gewordene Ergänzung im Regelwerk

Dauerhafte Bekanntheit erlange Chedgzoy allerdings durch seine ungewöhnliche Ausführung eines Eckballs. Als das International Football Association Board (IFAB) 1924 die Regeln für die Ausführung eines Eckballs dahingehend änderte, dass zukünftig auch Tore durch direkt verwandelte Eckbälle gültig sind (zuvor musste immer ein weiterer Spieler den Ball berührt haben), fiel dem Redakteur des Liverpool Echo, Ernest Edwards, auf, dass das Regelwerk nicht mehr vorschrieb, wie oft der Eckstoßschütze den Ball berühren darf. Edwards schlug daraufhin den Spielern des FC Everton vor, vom Eckball einfach loszudribbeln. Chedgzoy war schließlich derjenige, der den Versuch wagte, von der Eckfahne mit dem Ball einfach loslief und ihn ins Tor schoss. Über das Spiel und ob der Treffer zählte gibt es unterschiedliche Aussagen, sicher ist nur, dass die Football Association in einer Notfallsitzung die Lücke im Regelwerk schloss und ein Jahr später das IFAB bei seiner alljährlichen Sitzung die Regeln dahingehend anpasste.
Chedgzoy spielte bis 1926 für Everton, insgesamt absolvierte er für die Toffees 300 Pflichtspiele und erzielte dabei 38 Treffer.

### Karriere in Kanada
Nachdem Chedgzoy erstmals in der Saisonpause 1922 zum Urlauben nach Kanada kam, trainierte er zwei Jahre später in der Sommerpause das Armeeteam der Grenadier Guards in der Interprovincial League und kehrte zum Saisonbeginn nach England zurück. 1926 wechselte er nach seinem Abschied von Everton in die American Soccer League zu den New Bedford Whalers nach Massachusetts, für die er zu 164 Einsätzen kam. Anfang 1930 schloss er sich Montreal Carsteel an und wurde dort Spielertrainer. Er führte das Team mehrfach in das kanadische Meisterschaftsfinale, neben Erfolgen in den Jahren 1936, 1939 und 1940 unterlag man zuvor vier Mal in den Jahren 1931 bis 1934. Chedgzoy selbst nahm noch 1939 50-jährig aktiv am Spielgeschehen teil.
Daneben kam Chedgzoy mehrfach für Auswahlteams von Quebec gegen ausländische Tourneemannschaften zum Einsatz, darunter gegen die Glasgow Rangers und den FC Kilmarnock im Jahre 1930, Celtic Glasgow 1931 sowie 1933 Audax Italiano. Beruflich war er 25 Jahre lang beim Fahrzeughersteller Canadian Car and Foundry in der Buchhaltung beschäftigt. Sein Sohn Sydney Chedgzoy (1911–1983) wurde ebenfalls Profifußballer und kam bei verschiedenen englischen Klubs zu einigen Einsätzen. 
Sam Chedgzoy starb kurz vor seinem 78. Geburtstag in seiner Wahlheimat Montreal. 2005 wurde er in der Kategorie Spieler in die Canadian Soccer Hall of Fame aufgenommen.